# Tony Bond
Pour les articles homonymes, voir Bond.
Anthony Matthew Bond, né le 3 août 1953 à Urmston - Manchester (Angleterre), est un joueur de rugby à XV sélectionné avec l'équipe d'Angleterre au poste de centre.

## Carrière
Il dispute son premier test match le 25 novembre 1978 contre la Nouvelle-Zélande et le dernier contre l'Irlande, le 6 février 1982.
Il participe au Grand Chelem en rugby de l'Angleterre en 1980 (1 match disputé).

## Palmarès
- Grand Chelem en 1980

## Statistiques en équipe nationale
- 6 sélections avec l'équipe d'Angleterre
- Sélections par année : 1 en 1978, 3 en 1979, 1 en 1980, 1 en 1982.
- Trois Tournois des Cinq Nations disputés : 1979, 1980, 1982.
- Un Grand Chelem en 1980.